# Thecodontia
Los tecodontos o tecodontes (Thecodontia*, griego "con dientes en cuencas") es un antiguo orden, hoy en desuso, de arcosaurios tempranos que aparecieron en el período Pérmico Superior y florecieron en el Triásico. En este grupo se incluía los ancestros de los dinosaurios y sus descendientes, las aves, los ancestros de los pterosaurios y de los cocodrilos), así como otras formas que no tuvieron descendencia. El nombre Thecodontia fue propuesto por Richard Owen en 1859.

## Definición
Thecodontia se define por ciertas características primitivas compartidas, tales como la ventana suborbital (una abertura en cada lado del cráneo entre las órbitas oculares y las ventanas de la nariz) y dientes en alvéolos. Thecodontia significa en griego "diente en cuenca" refiriéndose al hecho de que los dientes de los tecodontos estaban insertados en alvéolos de las mandíbulas; una característica arcosauriana que fue heredada luego por los dinosaurios. Constituyen un grado evolutivo de animales, un "taxón cajón de sastre" en el que se incluía cualquier arcosaurio que no fuera un cocodriloideo, un pterosaurio, o un dinosaurio, es decir cualquier arcosaurio basal. Dado que el sistema cladístico de clasificación reconoce solamente taxones monofiléticas, y porque Thecodontia es un grupo parafilético, es decir incluye entre sus descendientes animales que no sean tecodontos, el término no es utilizado por la mayoría de los paleontólogos actuales, aunque puede encontrarse libros más antiguos e incluso en algunos bastante recientes.

## Clasificación
Tradicionalmente, el orden Thecodontia fue dividido en cuatro subórdenes, Proterosuchia (formas primitivas tempranas, otro grupo parafilético), Phytosauria (animales semi-aquaticos grandes como cocodrilos), Aetosauria (herbívoros acorazados), y Pseudosuchia (véase Vertebrate Paleontology de Alfred Sherwood Romer y Evolution of the Vertebrates de Edwin H. Colbert). De éstos, solamente los fitosaurios y aetosaurios constituyen grupos monofiléticos, y el término Pseudosuchia era simplemente un término para colocar cualquier especie que no entrara en uno de los otros tres subórdenes. Robert Carroll, en su libro Vertebrate Paleontology and Evolution (1988), substituye Pseudosuchia por Rauisuchia, Ornithosuchia, y los incertae sedis tradicionales de los de la categoría, mientras que conserva los otros tres subórdenes. Este es el último libro de texto principal que todavía reconoce el Thecodontia, pues utiliza una taxonomía Lineana tradicional.
Brian Gardiner (1982) intentó definir Thecodontia dentro de un marco cladístico, dando el viejo nombre a un nuevo concepto. Todos los estudios cladístico recientes (Jacques Gauthier 1986) han confirmado que Thecodontia tradicional es de hecho una agrupación parafíletica, cuyos miembros no comparten ninguna características derivada (apomorfía). Como la asociación del nombre con el concepto anticuado demostró ser muy fuerte, ahora se considera un término histórico solamente, y se ha abandonado su uso actual. Todos los libros de textos actuales sobre paleontología de vertebrados, (Michael Benton Vertebrate Palaeontology (1º ed. 1990, 2º ed. 1997)), sigue el acercamiento cladístico, siendo remplazado por Archosauria que incluye a los tecodontes y a todos sus descendientes.